# Ligaria costalis
Ligaria costalis är en bönsyrseart som beskrevs av Werner 1909. Ligaria costalis ingår i släktet Ligaria och familjen Mantidae. Inga underarter finns listade i Catalogue of Life.